# 22 de junio
El 22 de junio es el 173.º (centésimo septuagésimo tercer) día del año en el calendario gregoriano y el 174.º en los años bisiestos. Quedan 192 días para finalizar el año.

## Acontecimientos
- 235 a. C.: en Egipto, Eratóstenes midió por primera vez la circunferencia de la Tierra.
- 871: en Wasit (Irak) se registra un terremoto que deja un saldo de 20 000 víctimas. (Posiblemente se trate del mismo terremoto que se registró como sucedido el 18 de noviembre del 871).
- 1372: en la batalla de La Rochelle, la escuadra castellana de Bocanegra destruye a la inglesa de Pembroke.
- 1484: en España, el ejército cristiano emprende un nuevo ataque a la vega granadina, haciendo talas y arrasando considerables terrenos en Alhendín, Villa de Otura, y sucesivamente en Gójar, Dílar, La Zubia y Armilla.
- 1815: Napoleón Bonaparte abdica por segunda vez.
- 1826: en Centroamérica inicia sesiones el Congreso de Panamá.
- 1827: el gobierno de Chile disuelve el Congreso y consulta a las provincias sobre una nueva constitución, que se promulgará en 1828.
- 1911: en México, fuerzas federales recuperan la ciudad de Tijuana, tomada por los filibusteros.
- 1928: en Chile se inaugura la primera línea telefónica internacional. Comunicaba Santiago con Mendoza (Argentina), y por lo tanto con Buenos Aires (Argentina) y Montevideo (Uruguay).
- 1933: en Alemania, es ilegalizado el Partido Socialdemócrata (SPD), al que seguiría en las siguientes semanas la disolución del resto de partidos políticos excepto el NSDAP.
- 1934: en Alemania se firma el contrato entre la Asociación de la Industria Alemana del Automóvil del Reich y Ferdinand Porsche, con el cual inicia el desarrollo del automóvil Volkswagen «Escarabajo».
- 1938: en Puerto Rico, Luis Muñoz Marín funda el Partido Popular Democrático.
- 1939: en Diúpivogur (Islandia) se registra la temperatura más alta en la Historia de ese país: 30,5 °C (86,9 °F).
- 1940: Francia se rinde ante la Alemania Nazi en la Segunda Guerra Mundial.
- 1941: en Samarcanda, Unión Soviética, un equipo arqueológico soviético dirigido por Mijaíl Gerásimov exhuma el cuerpo del conquistador Tamerlán.
- 1941: a las 3:15 a. m. (hora alemana), más de 3 millones de tropas de la Wehrmacht dan inicio a la Operación Barbarroja; la invasión de la Unión Soviética.
- 1941: en Chile realiza su primera presentación el Teatro Experimental de la Universidad de Chile.
- 1944: en el marco de la Segunda Guerra Mundial la Unión Soviética inicia la Operación Bagration.
- 1957: Filipinas, en la provincia de Dávao del Sur se crea el municipio de Matanao.
- 1960: Se celebran elecciones legislativas en la provincia canadiense de Quebec en las que el Partido Liberal derrota a la Unión Nacional por primera vez desde 1939.
- 1962: el último de los 744 bombarderos estratégicos Boeing B-52 Stratofortress, B-52H-175-BW, número de serie 61-0040, se desplegó en la planta de Boeing Military Airplane Company en Wichita, Kansas.
- 1962: en Istres, Francia, la piloto de prueba de la Société des Avions Marcel Dassault, Jacqueline Marie-Thérèse Suzanne Douet Auriol, voló un interceptor Dassault Mirage III C con alas delta para establecer un nuevo récord mundial de Fédération Aéronautique Internationale (FAI) para velocidad sobre un cerrado Circuito de 100 Kilómetros. Su velocidad promedio sobre el recorrido fue de 1,850.2 kilómetros por hora (1,149.7 millas por hora). Mme. Auriol rompió el récord establecido el 6 de octubre de 1961 por Jacqueline Cochran con un Northrop T-38A Talón.
- 1966: se firma el Acta de Iguazú, entre Paraguay y Brasil.
- 1979: La banda británica Queen lanza su primer disco en vivo el álbum doble Live Killers grabado durante el Jazz Tour.
- 1981: se publica el primer gran éxito de la banda española Mecano, Hoy no me puedo levantar.
- 1983: desaparece en el Vaticano la niña Emanuela Orlandi
- 1986: en el Mundial de Fútbol de México, el jugador Diego Armando Maradona hace un gol con la mano (acto que se llamará humorísticamente «la Mano de Dios») contra la selección británica. Posteriormente, y durante el mismo partido, realiza el Gol del siglo, considerado uno de los goles más destacados de la historia de los mundiales.
- 1992: el cantautor británico Elton John, publica su vigesimotercer álbum de estudio, The One.
- 1993: El cantante mexicano Luis Miguel, lanza al mercado su noveno álbum de estudio titulado Aries.
- 1993: en Estados Unidos, La cantautora cubana-estadounidense Gloria Estefan, lanza al mercado su tercer álbum de estudio como solista y primer álbum realizado en español titulado Mi tierra.
- 1995: en Colombia se inaugura Canal TRO el quinto canal regional de televsión en el oriente colombiano.
- 2002: Corea del Sur se convierte en la primera selección asiática en llegar a semifinales en un Mundial.
- 2004: en Perú, 700 alumnos toman la Universidad Nacional de Trujillo, exigiendo la renuncia del rector y de los vicerrectores por casos de corrupción. La crisis durará 103 días.
- 2007: en España finaliza el programa de radio No somos nadie, de M80 Radio.
- 2007: Inicia el doble homicidio-suicidio de Chris Benoit con el asesinato de Nancy Benoit mediante estrangulamiento.
- 2010: comienza el Partido Mahut-Isner de Wimbledon 2010, que será conocido como el partido de tenis más largo del mundo, tanto en duración (11 horas y 5 minutos) como en número de juegos (183).
- 2011: En Argentina, se disputa la llave de ida de la Promoción de Ascenso a la Primera División del Fútbol Argentino, en la cual el Club Atlético Belgrano se impuso por 2-0 ante el Club Atlético River Plate, siendo esta la antesala del histórico descenso del club de la Ciudad de Buenos Aires.
- 2012: en Paraguay, el Senado realiza un juicio político al presidente Fernando Lugo, al cual terminan destituyendo de su cargo.
- 2012: En Paraguay, Federico Franco asume la presidencia de la República en reemplazo de Fernando Lugo.
- 2021: en Perú, se registra un sismo de 6.0 grados de magnitud con epicentro en Mala, ciudad del Departamento de Lima. Lamentablemente, dejó muchas casas del Departamento de Lima a punto de caer, y hasta la fecha de este archivo, solo se detectaron 20 heridos y 1 muerto
- 2022:
  - En Chile, Rosa Devés asume como rectora de la Universidad de Chile. Se convierte en la primera mujer en ocupar el cargo.
  - Cerca de la frontera entre Afganistán y Pakistán ocurre un sismo de magnitud 6.1 en el que murieron más de 1000 personas y otras 1500 resultaron lesionadas.[1][2]
- 2023: Se declara fallecidos a los 5 pasajeros del sumergible Titan, a causa de una implosión en el incidente del sumergible Titan, en el Atlántico Norte, en el Pecio del RMS Titanic.

## Nacimientos
- 916: Sayf al-Dawla, gobernador sirio (f. 967).
- 1425: Lucrecia Tornabuoni, poetisa y noble italiana (f. 1482).
- 1684: Francesco Manfredini, violinista y compositor italiano (f. 1762).
- 1738: Jacques Delille, poeta francés (f. 1813).
- 1757: George Vancouver, oficial de marina y explorador británico (f. 1798).
- 1763: Étienne Méhul, compositor francés (f. 1817).
- 1767: Wilhelm von Humboldt, erudito y estadista alemán (f. 1835).
- 1775: Johannes Flüggé, botánico y profesor alemán (f. 1816).
- 1777: Guillermo Brown, marino irlandés, primer almirante de las fuerzas navales argentinas (f. 1857).

- 1805:

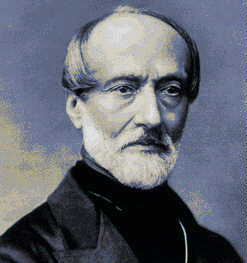
Giuseppe Mazzini.

  - Giuseppe Mazzini, revolucionario e ideólogo italiano (f. 1872).
  - Juan Arolas, escritor español (f. 1849).
- 1809: Mary Cowden Clarke, escritora británica (f. 1898).
- 1818: Ignacio Ramírez, escritor y político mexicano (f. 1879).
- 1828: Justino Fernández Mondoño, abogado y político mexicano (f. 1911).
- 1830: Theodor Leschetizki, pianista y compositor polaco (f. 1915).
- 1837:
  - Paul Morphy, ajedrecista estadounidense (f. 1884).
  - Ernst Ziller, arquitecto germano-griego (f. 1923).
- 1845:
  - Tom Dula, soldado estadounidense (f. 1868).
  - Richard John Seddon, político y abogado británico (f. 1906).
- 1856: H. Rider Haggard, novelista británico (f. 1925).
- 1861: Maximilian von Spee, almirante danés (f. 1914).
- 1864: Hermann Minkowski, matemático alemán de origen judío (f. 1909).
- 1871:
  - William McDougall, psicólogo británico (f. 1938).
  - Arthur Wynne, constructor de crucigramas y editor británico (f. 1945).
- 1874:
  - Viggo Jensen, tirador y gimnasta danés (f. 1930).
  - Walter F. Otto, filólogo alemán (f. 1958).
- 1876:
  - Pascual Díaz Barreto, arzobispo mexicano (f. 1936).
  - José Rolón, compositor y pianista mexicano (f. 1945).
- 1880: Johannes Drost, nadador neerlandés (f. 1954).
- 1884: James Rector, atleta estadounidense (f. 1949).
- 1885: Milan Vidmar, ingeniero eléctrico y ajedrecista esloveno (f. 1962).
- 1887: Julian Sorell Huxley, biólogo británico (f. 1975).
- 1889: Humberto de Saboya-Aosta, noble y militar italiano (f. 1918).
- 1892: Robert Ritter von Greim, piloto y oficial de ejército alemán (f. 1945).
- 1894: Manuel Gallego Suárez-Somonte, militar español (f. 1965).
- 1897:
  - Alberto Bello, actor argentino (f. 1963).
  - Norbert Elias, sociólogo alemán (f. 1990).
- 1898: Erich Maria Remarque, escritor germano-estadounidense (f. 1970).
- 1899: Michał Kalecki, economista polaco (f. 1970).
- 1902: Marguerite De La Motte, actriz estadounidense (f. 1950).
- 1903:
  - John Dillinger, asaltante estadounidense (f. 1934).
  - Carl Hubbell, beisbolista estadounidense (f. 1988).
- 1906: Billy Wilder, cineasta estadounidense de origen austriaco (f. 2002).
- 1907: Marta Colvin, escultora chilena (f. 1995).
- 1909:
  - Buddy Adler, productor de cine estadounidense (f. 1960).
  - Katherine Dunham, bailarina y coreógrafa estadounidense (f. 2006).
- 1910:
  - Peter Pears, tenor británico (f. 1986).
  - Konrad Zuse, ingeniero alemán (f. 1995).
- 1913:
  - Álvaro Alsogaray, político argentino (f. 2005).
  - Sándor Weöres, poeta húngaro (f. 1989).
  - Evaristo Viñuales Larroy, profesor y anarquista español (f. 1939).
- 1919: Gower Champion, bailarín y coreógrafo estadounidense (f. 1980).
- 1920:
  - Paul Frees, actor de voz estadounidense (f. 1986).
  - Edmund Pellegrino, etnicista estadounidense (f. 2013).
- 1921: Joseph Papp, cineasta estadounidense (f. 1991).
- 1922: Bill Blass, diseñador de moda estadounidense (f. 2002).
- 1923: José Giovanni, cineasta franco-suizo (f. 2004).
- 1924:
  - Geza Vermes, teóloga británico-húngara (f. 2013).
  - Norbert Callens, ciclista belga (f. 2005).
- 1926: Marta Mata, política español (f. 2006).
- 1928:
  - Ralph Waite, actor estadounidense (f. 2014).
  - Armand Baeyens, ciclista belga (f. 2013).
- 1929: José Florencio Guzmán, abogado y político chileno (f. 2017).
- 1930:
  - Francisco Fernández Ordóñez, político español (f. 1992).
  - Walter Bonatti, montañero y periodista italiano (f. 2011).
- 1932:
- Amrish Puri, actor indio (f .2005).
  - Soraya Esfandiary, princesa iraní (f. 2001).
  - Yevgeny Kychanov, orientalista ruso (f. 2013).
- 1933:
  - Dianne Feinstein, política estadounidense (f. 2023).
  - Libor Pešek, director de orquesta y músico checo (f. 2022).
- 1934:
  - James Bjorken, físico estadounidense.
  - Gemma Cuervo, actriz española.
- 1935: Zulu Sofola, escritoras y dramaturga nigeriana (f. 1995).

- 1936:

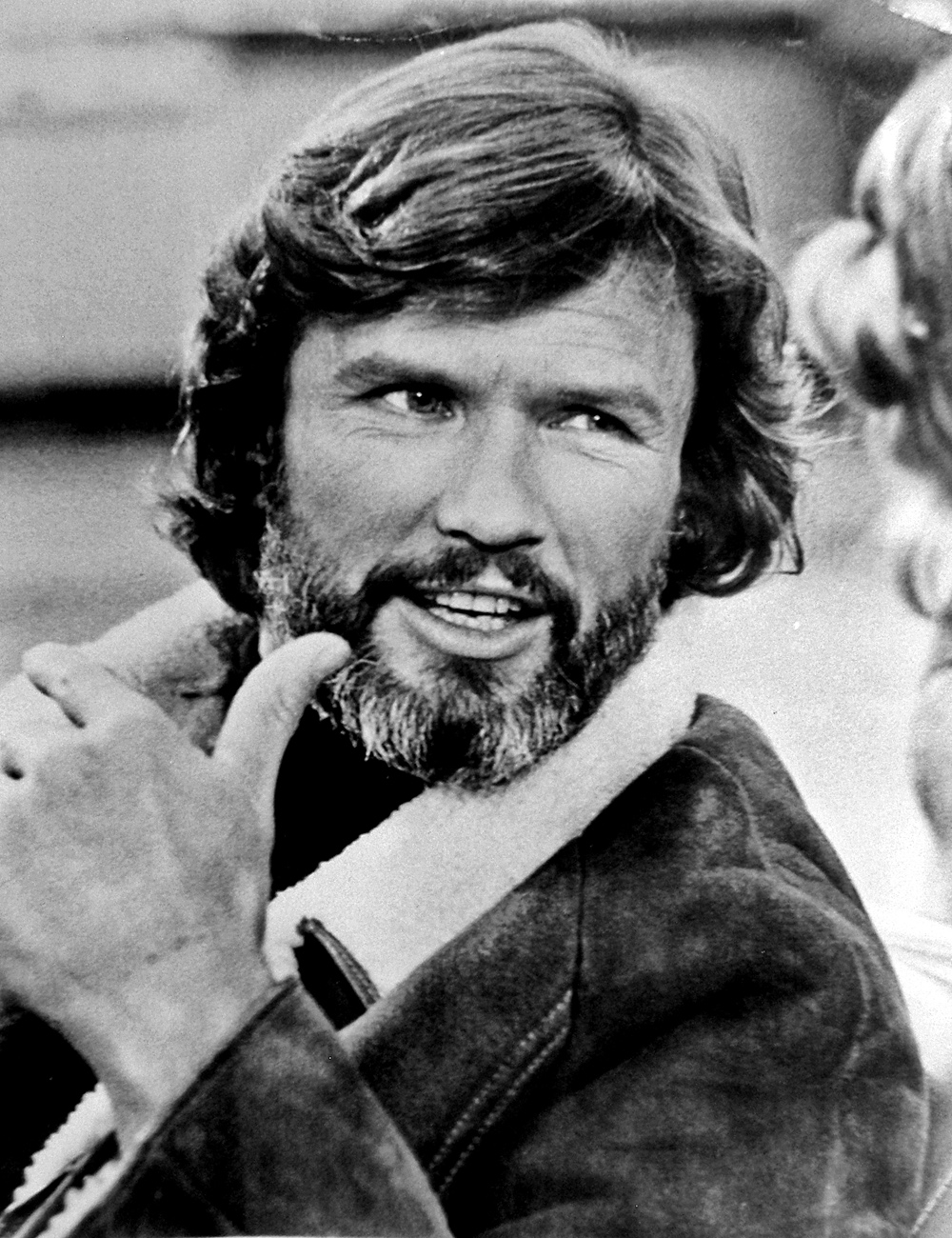
Kris Kristofferson.

  - Kris Kristofferson, actor y cantautor estadounidense (f. 2024).
  - Jorge Reynolds Pombo, ingeniero eléctrico colombiano, desarrollador del marcapasos en su país.
  - Juan José Alonso Millán, comediógrafo español (f. 2019).
  - Hermeto Pascoal, músico brasileño.
  - Ferran Olivella, futbolista español (f. 2023).
- 1937: Bernie McGann, saxofonista y compositor estadounidense (f. 2013).
- 1938:
  - Raúl Barboza, acordeonista argentino.
  - Norberto Luis La Porta, político argentino (f. 2007).
  - Tulio Crespi, fabricante y preparador argentino de automóviles de competición.
- 1939:
  - Robert Kramer, cineasta estadounidense (f. 1999).
  - Ada Yonath, química y bióloga israelí, Premio Nobel de Química en 2009.
- 1940: Abbas Kiarostami, cineasta iraní (f. 2016).
- 1941:
  - Ed Bradley, periodista estadounidense (f. 2006).
  - Michael Lerner, actor estadounidense (f. 2023).
- 1943: Eumir Deodato, músico, productor y compositor brasileño.
- 1944:
  - Klaus Maria Brandauer, actor austriaco.
  - Gérard Mourou, científico francés, Premio Nobel de Física en 2018.
- 1945:
  - Rainer Brüderle, político alemán.
  - Pere Gimferrer, escritor y académico español.
- 1946: Eliades Ochoa, guitarrista cubano de la banda Buena Vista Social Club.
- 1947:
  - Octavia E. Butler, escritora estadounidense (f. 2006).
  - Howard Kaylan, humorista y músico estadounidense de la banda The Turtles.
  - Pete Maravich, baloncestista estadounidense (f. 1988).
  - Jerry Rawlings, político ghanés (f. 2020).
  - William E. Caswell, físico estadounidense (f. 2001).
- 1948: Todd Rundgren, cantantautor estadounidense.
- 1949:

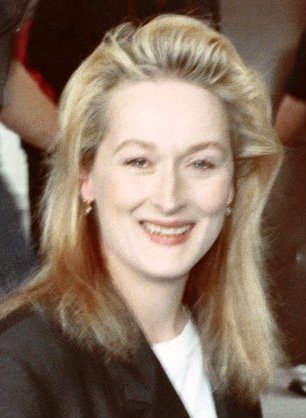
Meryl Streep.

- - Meryl Streep, actriz estadounidense.
  - Larry Junstrom, bajista estadounidense, de la banda Lynyrd Skynyrd (f. 2019).
  - Lindsay Wagner, actriz estadounidense.
  - Elizabeth Warren, político estadounidense.
- 1950:
  - Adrian Năstase, político rumano.
  - Jonathan House, historiador y profesor estadounidense
- 1952: Graham Greene, actor canadiense.
- 1953:

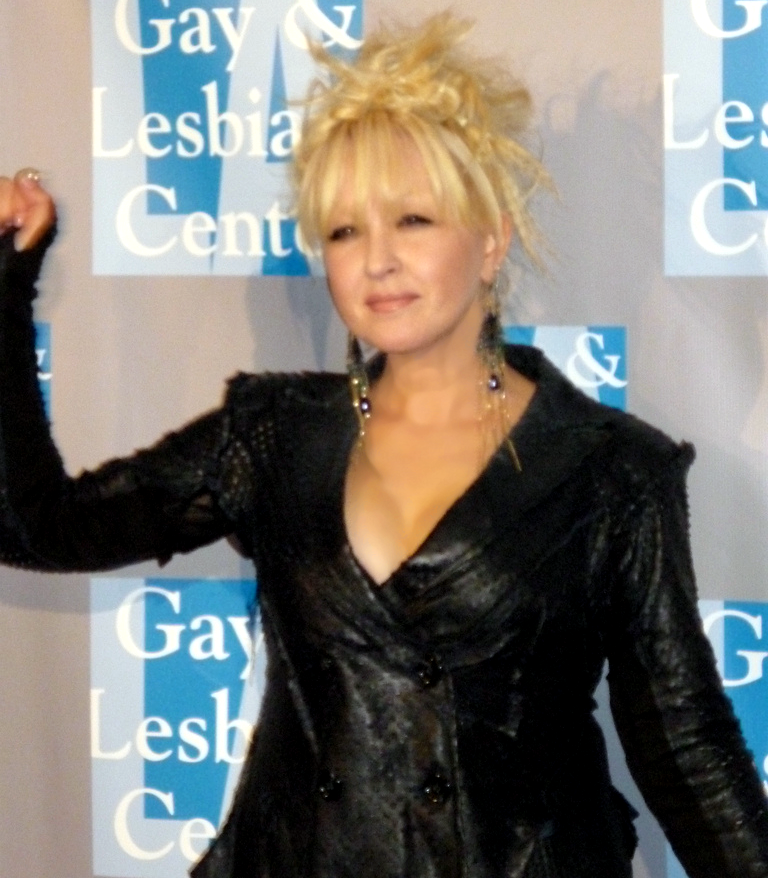
Cyndi Lauper.

- - Cyndi Lauper, cantante estadounidense.
  - Phil Goff, político neozelandés.
  - Willem Jacobus Eijk, cardenal neerlandés.
- 1954:
  - Wolfgang Becker, cineasta alemán.
  - Freddie Prinze, comediante y actor estadounidense (f. 1977).
- 1956:
  - Alfons De Wolf, ciclista belga.
  - Tim Russ, actor estadounidense.
- 1958:
  - Rocío Banquells, actriz y cantante mexicana.
  - Bruce Campbell, actor estadounidense.
- 1959:
  - Tristán Bauer, cineasta y político argentino.
  - Nicola Sirkis, músico francés, de la banda Indochine.
  - Ed Viesturs, alpinista estadounidense.
- 1960: 
  - Erin Brockovich, abogada y activista estadounidense.
  - Tracy Pollan, actriz estadounidense.
- 1961: Jimmy Sommerville, cantante británico.
- 1962:
  - Stephen Chow, actor y cineasta hongkonés.
  - Clyde Drexler, baloncestista estadounidense.
  - Bobby Gillespie, cantante británico de las bandas Primal Scream, The Jesus and Mary Chain y The Wake.
  - Álvaro Urquijo, músico español de la banda Los Secretos.
- 1963:
  - Randy Couture, luchador y artista marcial estadounidense.
  - John Tenta, luchador canadiense.
- 1964:
  - Amy Brenneman, actriz estadounidense.
  - Dan Brown, escritor estadounidense.
- 1965:
  - Uwe Boll, cineasta alemán.
  - Ľubomír Moravčík, futbolista eslovaco.
- 1966:
  - Dean Woods, ciclista australiano (f. 2022).
  - Emmanuelle Seigner, actriz francesa.
  - María Fernanda Callejón, actriz argentina.
  - Michael Park, copiloto británico de rally (f. 2005).
  - Schoolly D, rapero y actor estadounidense.
- 1967:
  - Alejandro Aravena, arquitecto chileno.
  - Lane Napper, actor, coreógrafo, bailarín profesional, entrenador de actuación y profesor de baile estadounidense.
- 1968: Darrell Armstrong, baloncestista estadounidense.
- 1969: Ana Risueño, actriz española.
- 1970: Steven Page, cantante canadiense de la banda Barenaked Ladies.
- 1971:
  - Mary Lynn Rajskub, actriz estadounidense.
  - Kurt Warner, jugador estadounidense de fútbol americano.
- 1972:
  - David Inquel, yudoca francés.
  - Manuel Filiberto de Saboya, noble italiano.
  - Plutarco Haza, actor mexicano.
- 1974:
  - Donald Faison, actor estadounidense.
  - Jo Cox, política británica (f. 2016).
- 1975:
  - Andreas Klöden, ciclista alemán.
  - Laila Rouass, actriz británica.
- 1976: Gordon Moakes, bajista estadounidense, de las bandas Bloc Party y Young Legionnaire.
- 1978:
  - José Meolans, nadador argentino.
  - Dan Wheldon, piloto de automovilismo británico (f. 2011).
- 1979:
  - Leire Martínez, cantante española de la banda La Oreja de Van Gogh.
  - Thomas Voeckler, ciclista francés.
- 1980: Luis Maza, beisbolista venezolano.
- 1981:
  - Aquivaldo Mosquera, futbolista colombiano.
  - Chris Urbanowicz, guitarrista británico, de la banda Editors.
- 1982:
  - Andoni Iraola, futbolista español.
  - Jason Motte, beisbolista estadounidense.
  - Trond Fredrik Ludvigsen, futbolista noruego.
  - Hamad Al-Montashari, futbolista saudí.
  - César Ortiz Zorro, político colombiano, Gobernador de Casanare desde 2024.
  - Kristof Vliegen, tenista belga.
- 1983:
  - Fernando López Fernández, futbolista español.
  - Bilal Kısa, futbolista turco.
  - Taniela Waqa, futbolista fiyiano.
- 1984:
  - Dustin Johnson, golfista estadounidense.
  - Rubén Iván Martínez Andrade, futbolista español.
  - Janko Tipsarević, tenista serbio.
- 1985:
  - Karla Cossío, actriz cubanomexicana.
  - Estéfani Espín, periodista ecuatoriana.
  - Sofoklis Schortsanitis, baloncestista griego.
- 1986: Ramin Ott, futbolista samoamericano.
- 1987:
  - Joseph Dempsie, actor británico.
  - Danny Green, baloncestista estadounidense.
  - Nikita Rukavytsya, futbolista ucraniano.
- 1988:
  - Omri Casspi, baloncestista israelí.
  - Portia Doubleday, actriz estadounidense.
- 1989:
  - Jung Yong Hwa, cantante surcoreano de la banda CN Blue.
  - Cédric Mongongu, futbolista congoleño.
- 1990: Sebastian Jung, futbolista alemán.
- 1991:
  - Hugo Mallo, futbolista español.
  - Franko Andrijašević, futbolista croata.
  - Valentina Cernoia, futbolista italiana.
- 1992: Ricardo Javier Acosta, futbolista argentino.
- 1993: Loris Karius, futbolista alemán.
- 1994:
  - Sébastien Haller, futbolista francés.
  - Christophe Nduwarugira, futbolista burundés.
  - Carlos Vinícius Santos de Jesus, futbolista brasileño.
  - Yasutaka Yanagi, futbolista japonés.
- 1995:
  - Elia Benedettini, futbolista sanmarinense.
  - Tyler O'Neill, beisbolista canadiense.
  - Kasim Nuhu, futbolista ghanés.
  - Keita Ishii, futbolista japonés.
  - Lukáš Urban, balonmanista eslovaco.
- 1996:
  - Rodrigo Hernández Cascante, futbolista español.
  - Georgios Tsalmpouris, baloncestista griego.
  - Ramón Pasquel, futbolista mexicano.
  - Hiroto Arai, futbolista japonés.
  - Mikel Merino, futbolista español.
  - Marshall Munetsi, futbolista zimbabuense.
  - Junior César Morales, futbolista peruano.
  - Xavier Cevallos, futbolista ecuatoriano.
  - Matija Muhar, atleta eloveno.
  - Kristian Sæverås, balonmanista noruego.
  - Jair Toledo, futbolista peruano.
  - Silvère Ganvoula M'boussy, futbolista congoleño.
  - Jefferson Gómez, futbolista colombiano.
  - Tomoa Narasaki, escalador japonés.
- 1997:
  - Dinah Jane, cantante estadounidense.
  - G'Vaune Amory, futbolista sancristobaleño.
  - Brian Andrada, futbolista argentino.
- 1998:
  - Javairô Dilrosun, futbolista neerlandés.
  - Gueorgui Kyrnats, futbolista ruso.
  - Ariane Ochoa Torres, surfista española.
  - Anderson Naula, futbolista ecuatoriano.
  - Ignacio Fontes García-Balibrea, atleta español.
  - Jean Lucas Oliveira, futbolista brasileño.
  - Halil Jaganjac, balonmanista croata.
  - Sára Kaňkovská, ciclista checa.
- 1999:
  - Andi Zeqiri, futbolista suizo.
  - Bader Munshi, futbolista saudí.
  - Ahmed Kendouci, futbolista argelino.
  - Luis Vacas, futbolista español.
  - Nika Ninua, futbolista georgiano.
  - Alfonso Trezza, futbolista uruguayo.
  - Nicolo D'Antino, balonmanista italiano.
- 2000:
  - Edgaras Utkus, futbolista lituano.
  - Aarón Las Heras, atleta español.
  - Åsne Skrede, biatleta noruega.
  - Alison Lepin, gimnasta artística francesa.
  - Emmanuel Attipoe, futbolista ghanés.
  - Diego Manuel Hernández, futbolista uruguayo.
  - Lorenz Assignon, futbolista francés.
  - Liván Soto, beisbolista venezolano.
- 2001: Tom Krauß, futbolista alemán.
- 2002:
  - Ángel Jiménez Gallego, futbolista español.
  - Davide Incerti, futbolista cubano.
  - Konstantin Tyukavin, futbolista ruso.
- 2003: 
  - Simone Cerasuolo, nadador italiano.

## Fallecimientos
- 1276: Inocencio V, papa italiano (n. 1225).
- 1343: Aimone de Saboya, aristócrata saboyano (n. 1291).
- 1429: Ghiyath al-Din Jamshid Mas'ud al-Kashi, astrónomo y matemático persa (n. 1380).
- 1535: Juan Fisher, clérigo inglés (n. 1469).
- 1580: Hernando de Acuña, militar y poeta español (n. 1520).
- 1563: Francisco de Villagra, compañero de Pedro de Valdivia y exgobernador de Chile (n. 1511).
- 1634: Johann von Aldringen, militar austríaco (n. 1588).
- 1839: Domingo Cullen, político canario, gobernador en Argentina (n. 1791).
- 1841: Juan Bautista Arismendi, general y prócer venezolano (n. 1775).
- 1865: Duque de Rivas, escritor y pintor español (n. 1791).
- 1868: Heber C. Kimball, líder religioso estadounidense (n. 1801).
- 1872: Rudecindo Alvarado, general argentino (n. 1792).

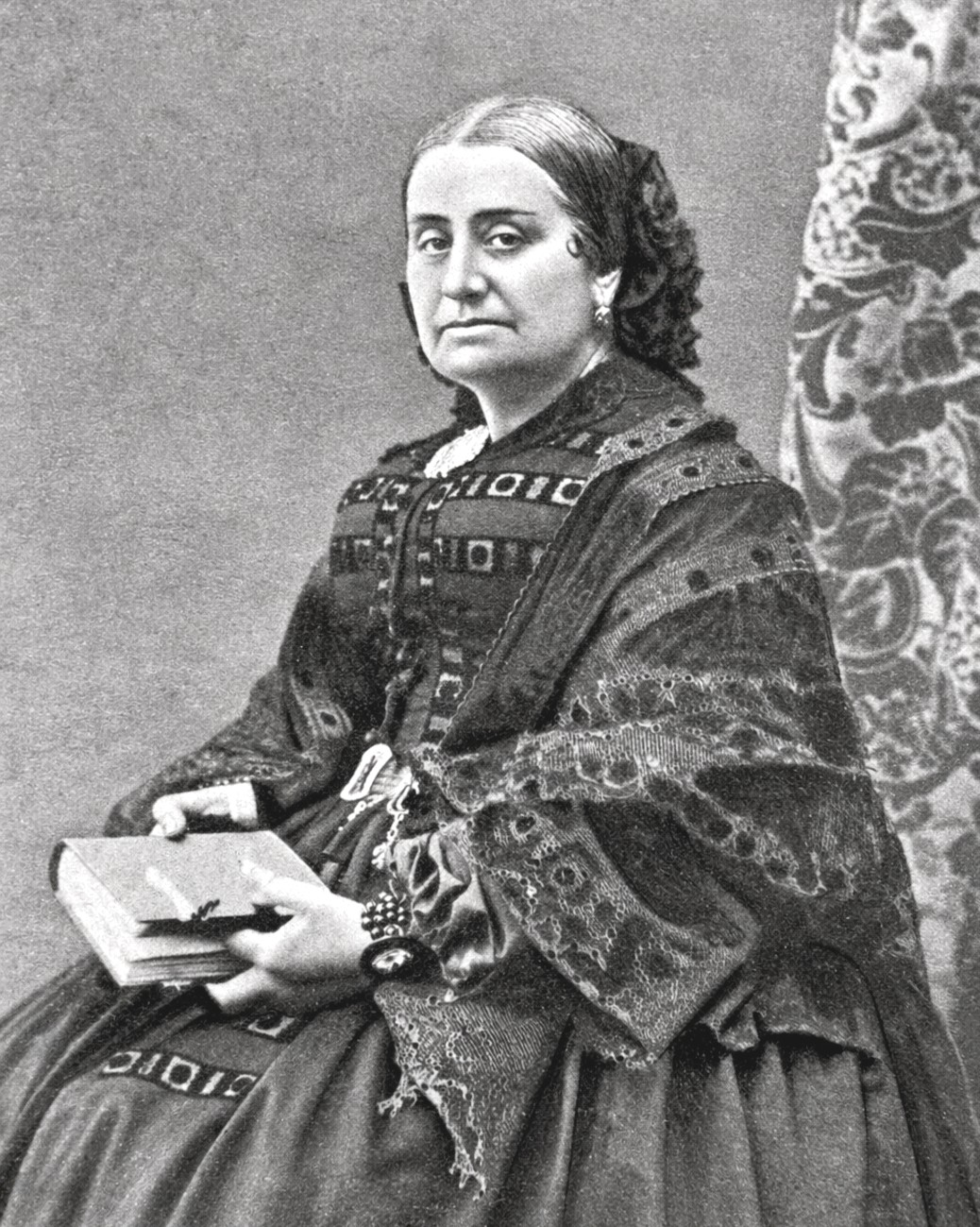
Juana de Vega.

- 1872: Juana de Vega, escritora española (n. 1807).
- 1874: Howard Staunton, ajedrecista británico (n. 1810).
- 1890: Francisco Menéndez Valdivieso, político salvadoreño (n. 1830).
- 1906: Fritz Schaudinn, zoólogo alemán (n. 1871).
- 1908: Francisco Naranjo, militar mexicano  (n. 1839).
- 1910: Ricardo de la Vega, dramaturgo español (n. 1839).
- 1922: Étienne Terrus, pintor francés (n. 1857).
- 1925: Felix Klein, matemático alemán (n. 1849).
- 1928: Arthur Burdett Frost, ilustrador estadounidense (n. 1851).
- 1931: Armand Fallières, político y presidente francés (n. 1841).
- 1936: Moritz Schlick, físico y filósofo alemán (n. 1882).
- 1938: C. J. Dennis, poeta australiano (n. 1876).
- 1943: Eloísa D’Herbil, compositora de tango española (n. 1842).
- 1956: Walter de la Mare, escritor británico (n. 1873).
- 1956: José Perotti, escultor, pintor y grabador chileno (n. 1893).
- 1957: Atilio Cattáneo, militar y político argentino (n. 1889).
- 1961: Rafael Gómez Catón, pintor español (n. 1890).
- 1961: María de Rumanía (n. 1900).
- 1963: Maria Tănase, cantante y actriz rumana (n. 1913).
- 1965: David O. Selznick, productor de cine estadounidense (n. 1902).
- 1966: Thaddeus Shideler, atleta estadounidense (n. 1883).
- 1966: Manuel Larraín Errázuriz, obispo chileno (n. 1900).

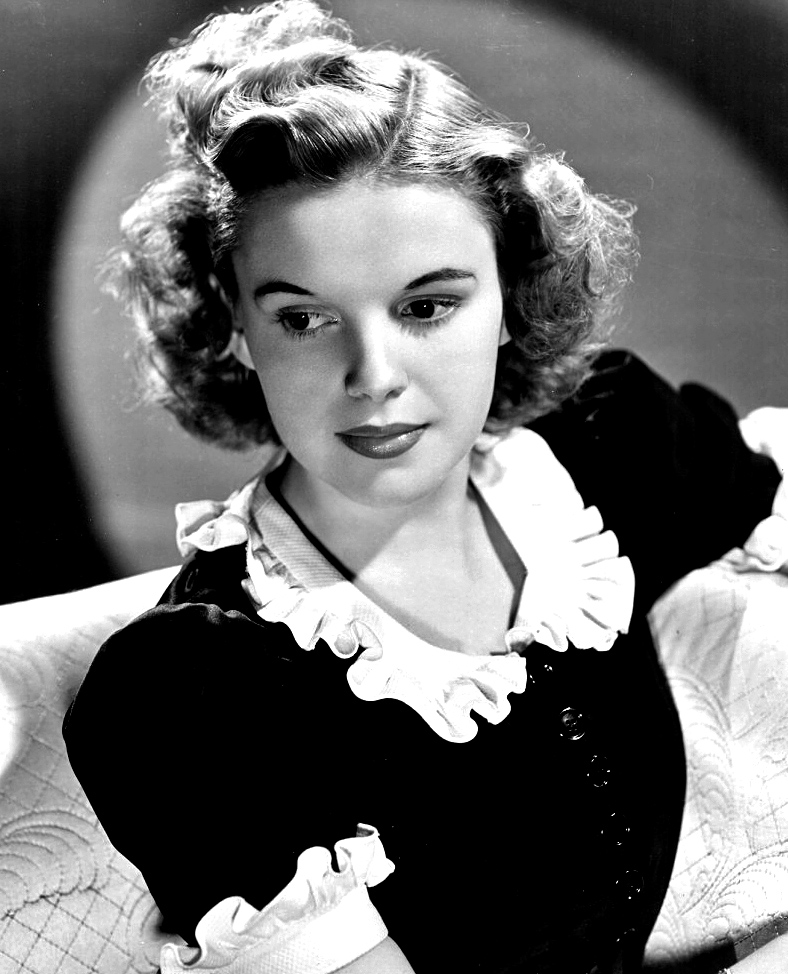
Judy Garland.

- 1969: Judy Garland, actriz y cantante estadounidense (n. 1922).
- 1974: Darius Milhaud, compositor francés (n. 1892).
- 1976: Fofó (Alfonso Aragón), payaso español (n. 1923).
- 1977: Juan Carlos Casariego de Bel (54) abogado y economista hispano-argentino; desaparecido (n. 1922).
- 1978: Paco Malgesto, locutor y animador de televisión mexicano (n. 1914).
- 1979: Louis Chiron, piloto de automovilismo monegasco (n. 1899).
- 1980: Dimitrios Partsalidis, político griego (n. 1905).
- 1984: Joseph Losey, cineasta estadounidense (n. 1909).

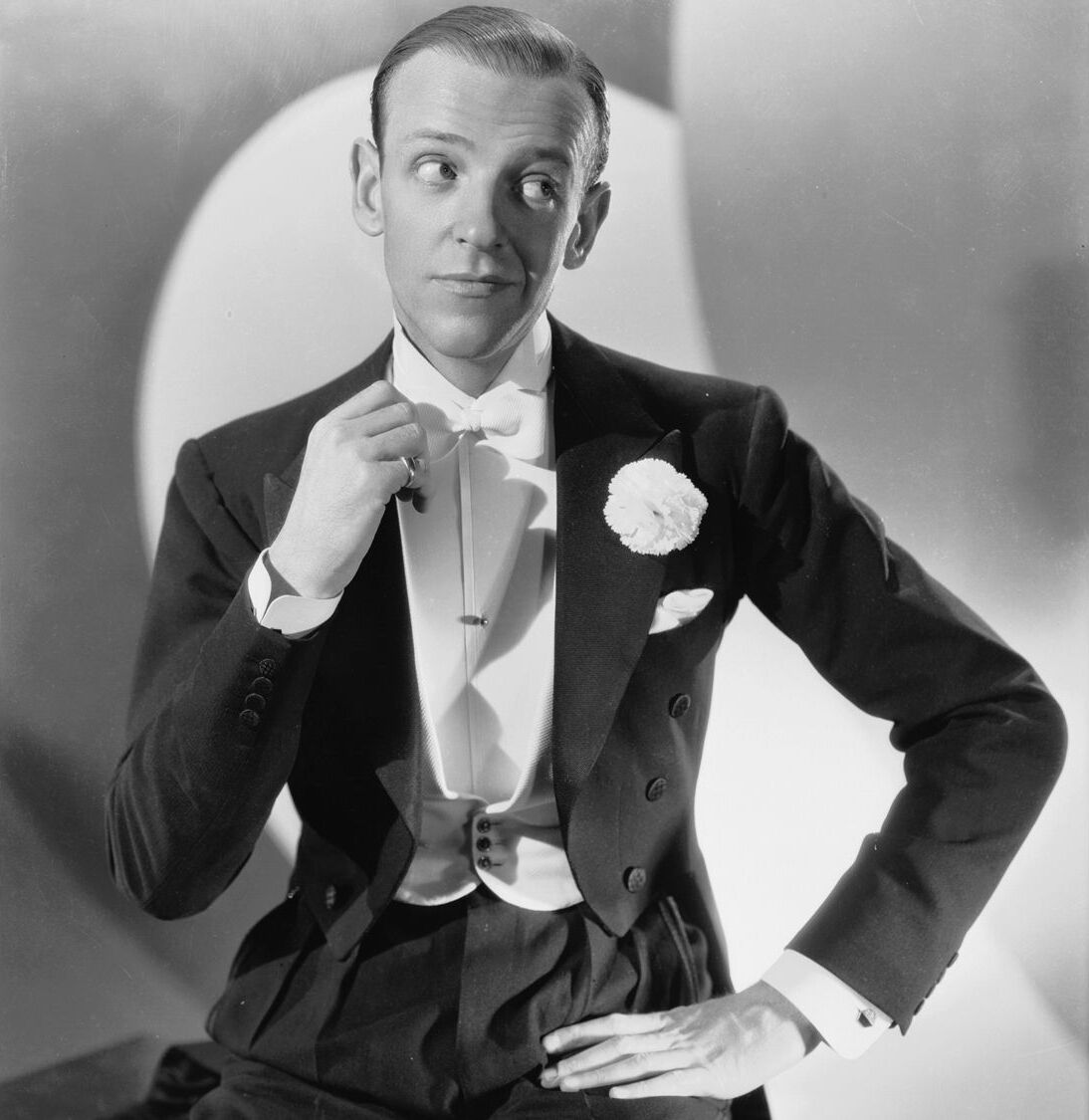
Fred Astaire.

- 1987: Fred Astaire, cantante, actor y bailarín estadounidense (n. 1899).
- 1987: Julio Salvador y Díaz-Benjumea, militar y político español (n. 1910).
- 1988: Dennis Day, cantante y actor estadounidense (n. 1916).
- 1989: Anton Dermota, tenor austriaco nacido en Eslovenia (n. 1910).
- 1990: Ilya Mikhailovich Frank, físico ruso, premio nobel de física en 1958 (n. 1908).
- 1992: Virgil Georgiu, escritor rumano (n. 1916).
- 1992: Reg Harris, ciclista y piloto de automovilismo británico (n. 1920).
- 1993: Pat Nixon, primera dama estadounidense (n. 1912).
- 1995: Raúl Astor, actor y locutor argentino (n. 1925).
- 1995: Yves Congar, cardenal francés (n. 1904).
- 1997: Ted Gärdestad, cantante sueco (n. 1956).
- 2002: Conrad Hansen, pianista alemán (n. 1906).
- 2003: Vasil Bykaŭ, escritor bielorruso (n. 1924).
- 2004: Robert William Bemer, pionero estadounidense de la computación (n. 1920).
- 2004: Thomas Gold, astrofísico estadounidense (n. 1920).
- 2006: Asun Balzola, escritora española (n. 1942).
- 2007: Nancy Benoit, valet y luchadora profesional (n. 1964)
- 2008: George Carlin, cómico y actor estadounidense (n. 1937).
- 2008: Dody Goodman, actriz estadounidense (n. 1914).
- 2011: Kader Asmal, político sudafricano (n. 1934).
- 2011: Harley Hotchkiss, magnate canadiense (n. 1927).
- 2011: Cyril Ornadel, compositor británico (n. 1924).
- 2011: Coşkun Özarı, futbolista y entrenador turco (n. 1931).
- 2011: David Rayfiel, guionista estadounidense de cine (n. 1923).
- 2011: Fanny de Sivers, lingüista estonio (n. 1920).
- 2011: Carmelo Giaquinta, sacerdote argentino, obispo de Posadas y arzobispo de Resistencia (n. 1930).
- 2012: María Teresa Castillo, periodista venezolana (n. 1908).
- 2012: Juan Luis Galiardo, actor español (n. 1940).
- 2013: Leandro Díaz, compositor colombiano (n. 1928).
- 2013: Peter Fraser, político y aristócrata británico (n. 1945).
- 2013: Gary David Goldberg, guionista y productor estadounidense (n. 1944).
- 2013: Henning Larsen, arquitecto danés (n. 1925).
- 2013: Allan Simonsen, piloto de automovilismo danés (n. 1978).
- 2013: Javier Tomeo, escritor español (n. 1932).
- 2013: Soccor Velho, futbolista indio (n. 1983).
- 2014: Marysole Wörner Baz, artista plástica mexicana (n. 1936).
- 2015: James Horner, compositor estadounidense (n. 1953).
- 2015: Gregorio Morales, poeta y novelista español (n. 1952).
- 2016: John William Ashe, diplomático antiguano (n. 1954).
- 2016: Roberto Lovera, jugador de baloncesto uruguayo (n. 1922).
- 2017: Quett Masire, profesor y político botsuano, presidente de Botsuana entre 1980 y 1998 (n. 1925).
- 2018:
  - Lavinia Mata-‘o-Tāone, princesa de Tonga (n. 1952).
  - Geoffrey Oryema, músico ugandés (n. 1953).
  - Vinnie Paul, músico y compositor estadounidense (n. 1964).
  - Deanna Lund, actriz estadounidense (n. 1937).
- 2019: Judith Krantz, escritora y periodista estadounidense (n. 1928)
- 2020: Joel Schumacher, director de cine estadounidense (n. 1939).
- 2020: Pierino Prati, exfutbolista italiano, (n. 1946)
- 2020: Carlos Luis Morales, futbolista y político ecuatoriano (n. 1965).
- 2021: Horacio González, sociólogo, docente y ensayista argentino (n. 1944).
- 2022:
  - Clemente Ricardo Vega García, militar mexicano (n. 1940).
  - Eduardo Seoane Díaz, futbolista español (n. 1948).
  - José Luis Balbín, periodista español (n. 1940).
  - Sergio Lippi, futbolista y director técnico argentino (n. 1956).
  - Xhevdet Bajraj, poeta yugoslavo nacionalizado mexicano (n. 1960).
  - Yuri Tarmak, atleta y medallista olímpico soviético (n. 1946).
  - Yves Coppens, paleontólogo y paleoantropólogo francés (n. 1934).

## Celebraciones

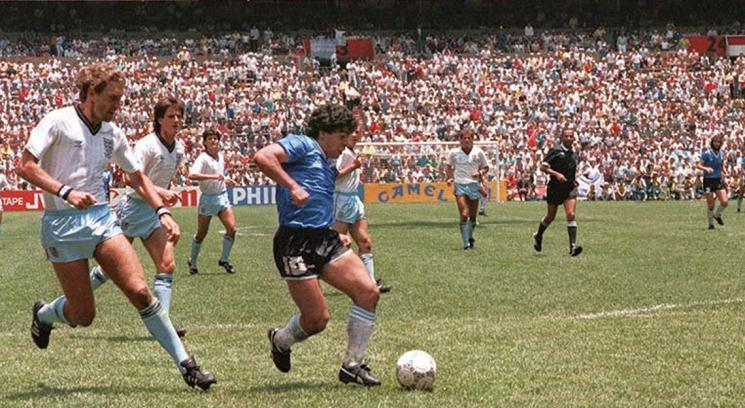
Maradona señalando el segundo gol ante Inglaterra en México 1986: el Gol del Siglo.

- Día del Futbolista Argentino.[3]
En homenaje al segundo gol histórico de Diego Armando Maradona ante los ingleses, el «Gol del Siglo», durante el Mundial de México 1986.

- Día Internacional del Volkswagen Escarabajo.[4]

- Día Internacional de los Bosques Tropicales.[5][6]

- Día Mundial de las Mujeres sin Ropa Interior.[7]
(en inglés: No Panty Day).

Por países
(Por orden alfabético)
- Argentina:

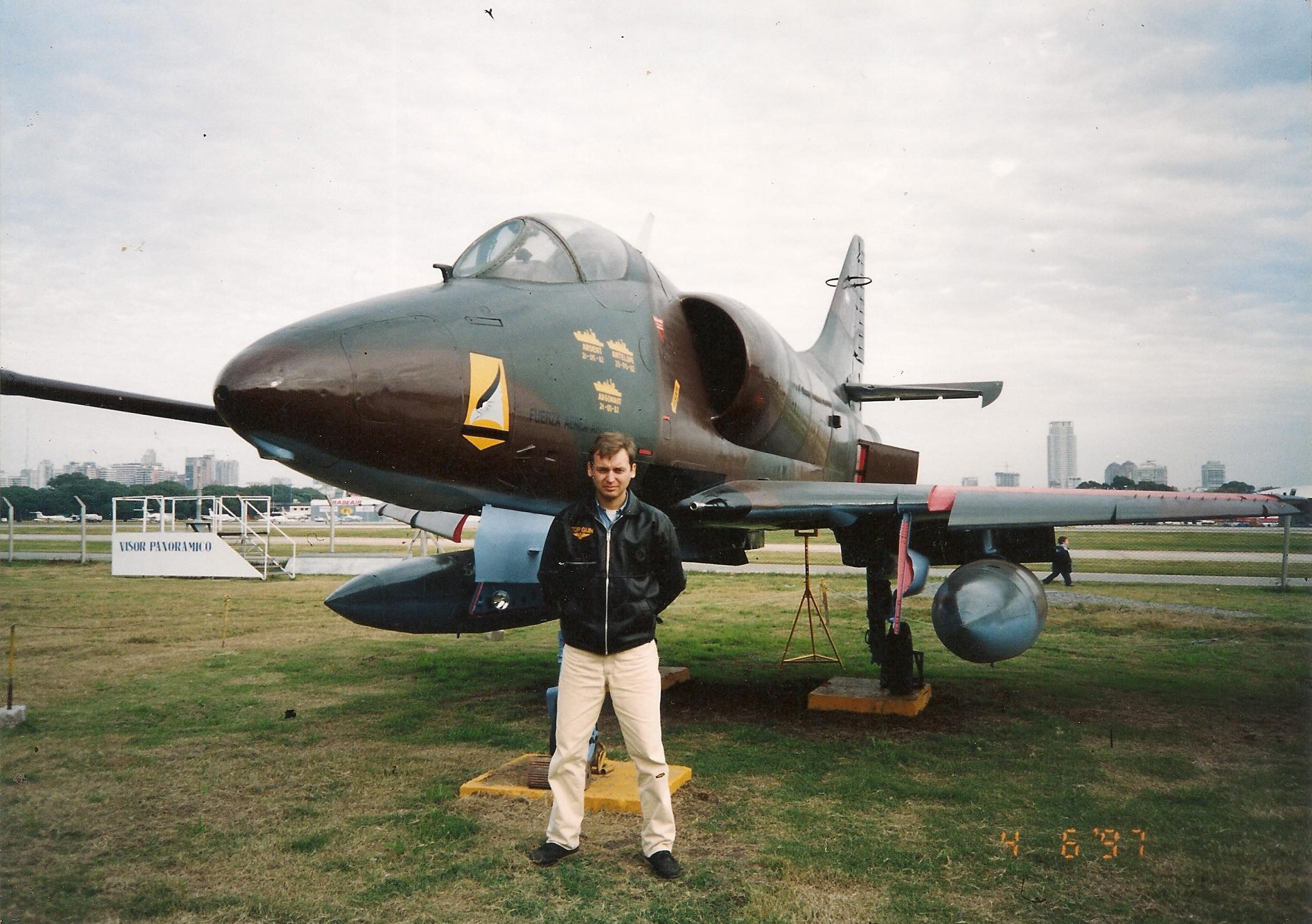
Día de la Aviación de Caza.

  - Día de la Aviación de Caza ó Día del Piloto de Caza.[8](imagen ilustrativa).
El 22 de junio de 1931 el jefe de la entonces Base Aérea Militar “El Palomar”, capitán Alfredo Pérez Aquino, creó el Grupo I de Caza. En 1990, como homenaje, el Jefe de Estado Mayor General de la Fuerza Aérea Argentina instituyó el Día de la Aviación de Caza (Resolución Nº461/90 - BAP Nº2541).
    -  Misiones: 
      - Día de las Escuelas de la Familia Agrícola (EFA).[9]
En recuerdo del sacerdote alemán José Marx (fallecido el 22 de junio de 2009 en Ruiz de Montoya), fundador de 19 escuelas en la provincia.
La Cámara de Representantes de la Provincia de Misiones sancionó el 31 de mayo de 2012 (13 años) la ley que estableció esta celebración.

- Bielorrusia: 
  - Día del Recuerdo de las Víctimas de la Gran Guerra Patria.[10]
En solemne recuerdo de todas las víctimas de la Segunda Guerra Mundial y en conmemoración de la heroica última resistencia de la Fortaleza de Brest en 1941, en el mismo país y ciudad (Brest) en el que comenzó el Frente Oriental.
(en bielorruso: Дзень памяці воінаў-інтэрнацыяналістаў (Dzień pamiaci voinaŭ-internacyjanalistaŭ)).
(en inglés: Day of Remembrance of the victims of the Great Patriotic War).

- Colombia: 
  - Día del Abogado.
En Colombia, se conmemora para homenajear a José Cristóbal Hurtado de Mendoza y Montilla, primer presidente de Venezuela.

- Croacia:
  - Día de la Lucha Antifascista.[11]
(en croata: Dan antifašističke borbe).
(en inglés: Anti-Fascist Struggle Day).

- El Salvador: 
  - Día del Maestro.[12]

- Estados Unidos: 
  - Día Nacional de los Aros de Cebolla.[13]
(en inglés: National Onion Ring Day).
  - Día Nacional del Éclair de Chocolate.[14]
(en inglés: Chocolate Eclair Day).
  - Día Nacional del Limoncello.[15]
(en inglés: National Limoncello Day).

- Malasia: 
  -  Sultanato de Kedah:
    - Celebración del Sultán de Kedah.[16]
Kedah (también conocido como Kedah Darul Aman, literalmente "Kedah, Morada de la Paz") es un estado en la parte norte de la costa oeste de Malasia. El Sultanato de Kedah fue el primer sultanato de la península malaya y uno de los más antiguos del mundo, fundado en 1136.

- Reino Unido: 
  - Día de Windrush.[17]
(en inglés: Windrush Day).
El Día de Windrush es una conmemoración que se celebra en el Reino Unido el 22 de junio para honrar las contribuciones de los inmigrantes a la economía de la posguerra.

### Santoral católico

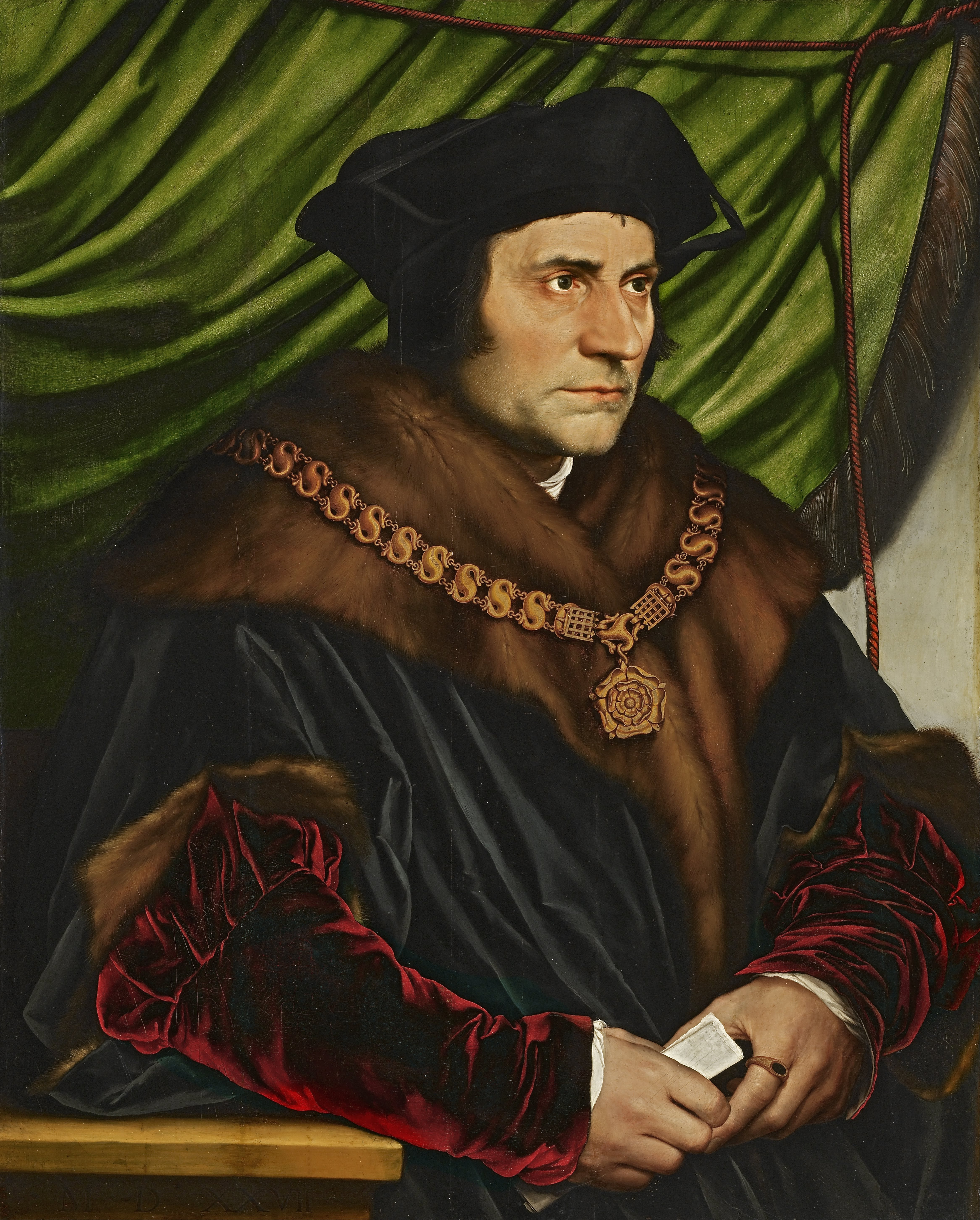
Retrato de Tomás Moro por Hans Holbein el Joven (1527, Colección Frick).

Celebración del día: Santo Tomás Moro.(imagen ilustrativa).
- San Flavio Clemente, mártir (96).[18]
- San Albano de Verulamio, mártir (c. 287).[18]
- San Eusebio de Samosata, obispo (379).[18]
- San Nicetas de Remesiana, obispo (c. 414).[18]
- San Paulino de Nola, obispo (431).[18]
- Santos Julio y Aarón, mártires (s. IV).
- Beato Inocencio V, papa (1276).[18]
- Santos Juan Fisher y Tomás Moro, mártires (1535).[18]
- Beata María Lhuillier, virgen y mártir (1794).